# Fides Devries
Fides Devries, ook Fidès Devriès, (New Orleans, 22 april 1850 – Parijs, 1941) was een Franse sopraan van Nederlandse komaf.
Ze was dochter van Rosa de Vries-van Os en David Devries. Zuster Jeanne Devries en broers Maurice Devries en Herman Devries waren ook zangers. Fides trouwde op 17 april 1874 te Brussel met tandarts Hermann Adler.
Fides dankt haar naam waarschijnlijk aan de opera Le Prophète van Giacomo Meyerbeer, waarin haar moeder de rol van Fides vertolkte. Zij kreeg haar eerste zanglessen van haar moeder en later van Gilbert Duprez. Een van haar eerste optredens vond plaats omstreeks juni 1867 in de zangschool van Duprez met de operette Enfermez-la van Paul Ferrier en Max Silny. Haar stem werd toen vergeleken met die van Maria Malibran.
Fides maakte haar officiële debuut in 1868 in het Parijse Théâtre Lyrique met de operette Le val d’Andorre van Fromental Halévy. Net als haar zus was ze enige tijd verbonden aan de Koninklijke Muntschouwburg in Brussel, maar ze trok toch weer naar Parijs; eerst de grand opéra, later de opéra comique. Vanaf haar huwelijk in 1874 trad ze jarenlang niet op, maar in 1883 kwam ze terug in Monte Carlo, Madrid, Lissabon en Nederland. Haar Faust oogstte in Lissabon groot succes. Een van haar laatste optredens was weer in Parijs; ze vertolkte op 30 november 1885 een rol in de première van Cid van Jules Massenet.
Haar laatste officiële optreden was in 1887. Vermoedelijk was ze ziek en in 1889 trok ze zich definitief terug uit het muziekleven: haar stem was versleten.
In Monaco was ze dusdanig populair dat haar portret in 2020 werd gebruikt voor een postzegel van 2,32 euro in een serie "Les chanteurs de l’opera". Ook is ze geportretteerd door Léon Bonnat.